# Baccharis spicata
Baccharis spicata là một loài thực vật có hoa trong họ Cúc. Loài này được (Lam.) Baill. mô tả khoa học đầu tiên năm 1880.